# Torsten Kühne
Torsten Kühne (* 4. Dezember 1975 in Ost-Berlin) ist ein deutscher Politiker (CDU) und politischer Beamter. Seit dem 28. April 2023 ist er Staatssekretär für Schulbau und Schuldigitalisierung der Berliner Senatsverwaltung für Bildung, Jugend und Familie.

## Leben
Kühne besuchte von 1982 bis 1991 die 44. Polytechnische Oberschule „Fritz Erpenbeck“ in Berlin-Lichtenberg sowie von 1991 bis 1995 die Georg-Christoph-Lichtenberg Oberschule. Von 1996 bis 2003 absolvierte er ein Physikstudium an der Freien Universität Berlin und an der University of Texas at Austin (1999 bis 2000). Nach dem Abschluss seines Studiums war er als wissenschaftlicher Mitarbeiter am Max-Planck-Institut für Kolloid- und Grenzflächenforschung tätig, wo er auch für seine Dissertation in Theoretischer Physik forschte. Er promovierte 2007 an der Universität Potsdam.
Kühne ist seit 2006 Mitglied in der Christlich Demokratischen Union Deutschlands. Von 2006 bis 2011 war Kühne als wissenschaftlicher Referent der CDU-Fraktion im Berliner Abgeordnetenhaus tätig. Von 2009 bis 2019 war er Vorsitzender der CDU Prenzlauer Allee und Mitglied im Kreisvorstand der CDU Pankow sowie von 2013 bis 2017 Mitglied im Landesvorstand der CDU Berlin. Im Oktober 2011 übernahm er das Amt des Bezirksstadtrats für Verbraucherschutz, Kultur, Umwelt und Bürgerservice als Mitglied des Bezirksamtes Pankow, im November 2016 wechselte er dort auf den Posten des Bezirksstadtrats für Schule, Sport, Facility Management und Gesundheit. Seit 2021 ist er Mitglied im Kreisvorstand der CDU Wuhletal. Im September 2021 wechselte Kühne in das Bezirksamt Marzahn-Hellersdorf, wo er Bezirksstadtrat für Schule, Sport, Weiterbildung, Kultur und Facility Management wurde.
Im Zuge der Bildung des Senats Wegner wurde er am 28. April 2023 zum Staatssekretär für Schulbau und Schuldigitalisierung in der von Katharina Günther-Wünsch geführten Senatsverwaltung für Bildung, Jugend und Familie.